# Großer Sonnleitstein
Der Große Sonnleitstein ist ein 1639 m ü. A. hoher Berg in den Mürzsteger Alpen, und Hauptmassiv der Sonnleitsteingruppe.

## Lage und Charakter des Berges
Der Berg erhebt sich im Gebiet der Marktgemeinde Schwarzau im Gebirge im südlichen Niederösterreich und der zu Neuberg an der Mürz gehörenden Ortschaft Altenberg an der Rax im Nordosten der Steiermark. Es liegt zwischen Gippel-Göller-Zug im Norden und Rax und Schneealpe im Süden.
Der Sonnleitstein bildet ein langgestrecktes, Ost–West-streichendes Massiv, das sich vom Naßwaldtal bis zum obersten Mürztal erstreckt. Nördlich ist es durch die Linie Neuwald  – Graßgrabenbach – Waldeben (mit Hüttenkogel 1401 m) – Schwarzriegelbach über Heufuß – Naßwald vom Zug des etwas niedrigeren Donnerkogel abgegrenzt. Südlich bildet die Linie Naßwald  – Naßbach/Wasseralmbach über Hinternaßwald und Wasseralm – Kreuzsattel (1363/1330 m ü. A.) – Ameiswiesbach – Kalte Mürz – Neuwald die Abgrenzung zu den Rax- und Schneealp-Vorgipfeln.

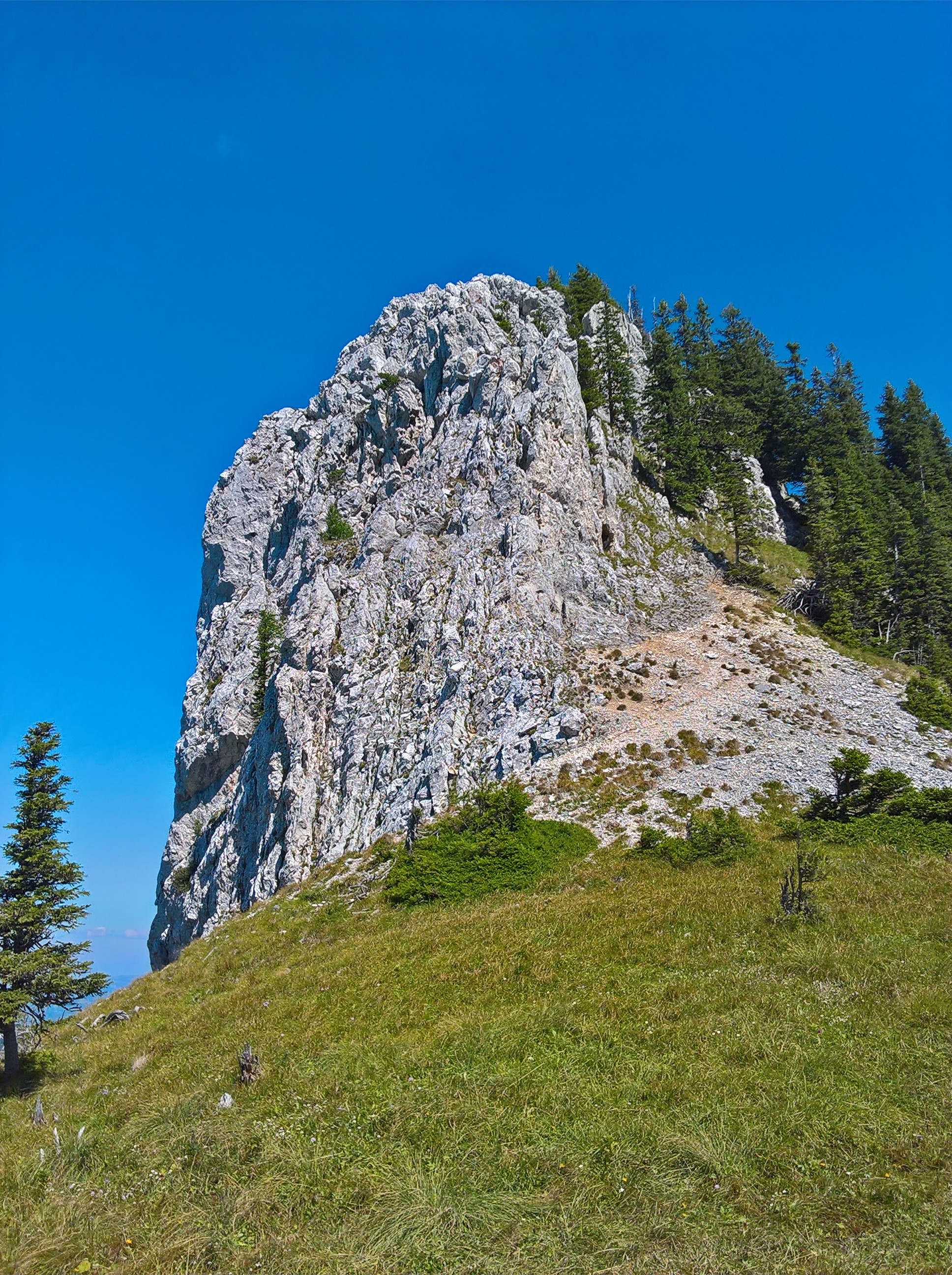
Gipfelaufbau des Großen Sonnleitsteins

Der Kamm besteht (aus Ost nach West) aus der Vogelkirchen (996 m ü. A.), dem Rauchkogel (ca. 1260 m), der Kudelmauer (Gipfel 1352 m), dem Doppelgipfel aus eigentlichem Großen Sonnleitstein (1639 m ü. A.) und dem nordöstlich benachbarten Kleinen Sonnleitstein (ca. 1400 m), südlich diesen vorgelagert Ohnemoaßkogel (1454 m ü. A.), Lettigkogel (1309 m ü. A.) und das Hochtal der Amaiswies, und weiter nach Westen einem namenlosen Gipfel mit 1519 m, dem Glatzetem Kogel (1594 m ü. A.) und der Grassgrabenhöhe (1474 m ü. A.). Nördlich im Schwarzriegelbachtal am Kalteck (Sonnleitsattel) freigestellt befindet sich der Mitterschwarzriegel (1303 m ü. A.).
Die Gipfelregion des Großen Sonnleitsteins, der auf Schwarzauer Gemeindegebiet liegt, besteht aus einem schmalen, felsigen Kamm. Er weist schroffe Flanken auf und bricht gegen Norden mit Felswänden teilweise fast senkrecht ab. Von den Schmalseiten betrachtet zeigt sich der Große Sonnleitstein als ein elegantes Horn und wird daher auch als „formschönster Gipfel der Wiener Hausberge“ bezeichnet. Der Gipfelaufbau (mit einem kleinen Holzkreuz) überragt auf dem felsigen Kamm auch die obersten Nadelbäume und bietet daher ein umfassendes Panorama. Von Osten bis Süden dominieren die drei benachbarten großen Kalkstöcke des Hochschneebergs, der Raxalpe und Schneealpe. Nach Westen zu reicht der Blick bei guten Bedingungen bis zum Großen Priel in fast 120 Kilometern Entfernung.

### Geologie
Der Zug gehört noch zur Schneebergdecke, mit Wettersteinkalk in der Gipfelregion und Wettersteindolomit an der Basis. Der Wettersteinkalk bildet die charakteristische Gipfelspitze des Großen Sonnleitsteins und die anderen diversen Felsklapfe und Wände, hier oft „Mauer“ genannt (Kudelmauer, Weiße Wand, Grassgrabenmauer am Glatzeten Kogel).

### Naturschutz
Das Sonnleitsteinmassiv gehört niederösterreichischerseits zum Landschaftsschutzgebiet Rax–Schneeberg, steirischerseits zum Naturpark Mürzer Oberland (Landschaftsschutzgebiet Veitsch-, Schnee-, Raxalpe). Ein kleines Areal zwischen Amaiswies und Wasseralmbach ist Teil des FFH-Gebiets Nordöstliche Randalpen.

## Aufstiegswege
Trotz seines schönen Panoramas ist der Große Sonnleitstein bis heute ein ruhiger, eher selten besuchter Gipfel geblieben. Die Abgelegenheit und schwere öffentliche Erreichbarkeit des Ausgangspunktes Hinternaßwald trägt dazu ebenso bei wie das Fehlen von Schutzhütten auf dem kompletten Bergstock und die teilweise steilen Anstiegsrouten.
Vom Parkplatz in Hinternaßwald ist der Große Sonnleitstein über zwei markierte Wege zu erreichen:
- Auf der Forststraße bis nördlich der Wasseralm, dann über den steilen Franz-Jonas-Steig durch den Oselgraben auf ein kleines Plateau beim Betriegel. Durch die Südflanke des Großen Sonnleitsteins weiter aufwärts, schließlich von Südwesten sehr steil zum Gipfel. Gehzeit: etwa 2½ Stunden.
- Auf der Forststraße, die dem früheren Kaisersteig folgt, bis nach dem Loskögerl, dann steil nach Nordwesten zur Amais-Wies-Hütte (einer unbewirtschafteten Forsthütte der Stadt Wien). In vielen Kehren auf den Gipfelkamm, danach in langer Querung nach Osten bis zur Vereinigung mit dem Franz-Jonas-Steig und schließlich zum Gipfel. Gehzeit: 2½ bis 3 Stunden.

Die Anstiege sind unschwierig; der oberste Abschnitt über die steile, felsdurchsetzte Südflanke erfordert aber etwas Trittsicherheit.